# Nadleśnictwo Dąbrowa Tarnowska
Nadleśnictwo Dąbrowa Tarnowska – jednostka organizacyjna Lasów Państwowych podległa Regionalnej Dyrekcji Lasów Państwowych w Krakowie. Siedziba Nadleśnictwa znajduje się w Dąbrowie Tarnowskiej w powiecie dąbrowskim, w województwie małopolskim.
Nadleśnictwo obejmuje powiat dąbrowski i części powiatów tarnowskiego, bocheńskiego i brzeskiego w województwie małopolskim oraz dębickiego i mieleckiego w województwie podkarpackim.
Nadleśnictwo prowadzi Gospodarstwo Rybackie oraz Ośrodek Hodowli Zwierzyny Wierzchosławice.

## Historia
Nadleśnictwo Dąbrowa Tarnowska powstało w 1945 i objęło byłe lasy prywatne (głównie należące do drobnych majątków ziemskich) znacjonalizowane przez komunistów. W taką samą genezę powstania miało utworzone w tym samym roku nadleśnictwa Waryś i Wierzchosławice.
1 lipca 1972 nadleśnictwa Dąbrowa Tarnowska, Waryś i Wierzchosławice zostały połączone. W 1979 nadleśnictwo Dąbrowa Tarnowska powiększyło powierzchnie kosztem nadleśnictw Niepołomice i Tuszyma. Do 2005 nadleśnictwo podzielone było na trzy obręby: Dąbrowa Tarnowska, Waryś i Wierzchosławice. Od 2005 w nadleśnictwie istnieje tylko jeden obręb Dąbrowa Tarnowska.

## Ochrona przyrody
Na terenie nadleśnictwa znajduje się jeden rezerwat przyrody:
- Lasy Radłowskie.

## Drzewostany
Typy siedliskowe lasów nadleśnictwa (z ich udziałem procentowym):
- borowe 57%
- lasowe 41%
- olsy 2%

- wilgotne 68%
- świeże 30%
- mokre ok. 2%

Gatunki lasotwórcze lasów nadleśnictwa (z ich udziałem procentowym):
- sosna 72%
- dąb szypułkowy 13%
- olsza 6%
- brzoza 4%
- inne 5%